# روجر أوين
إدوارد روجر أوين (بالإنجليزية: Roger Owen)‏ (مواليد 1935) مؤرخ من أصل بريطاني وهو أحد أهم المؤرخين الغربيين الذين يتخصصون في دراسة الشرق الأوسط المعاصر. يدرّس الأستاذ أوين في جامعة هارفارد الأمريكية ومن فبل كان يدرّس في جامعة أوكسفورد في إنجلترا. يتخصص في دراسة تاريخ الاقتصاد في دول الشرق الأوسط منذ القرن التاسع عشر، والقطن المصري بالذات، وتطورات سياسية واقتصادية في الشرق الأوسط منذ 1880. بالإضافة إلى دراساته يكتب الأستاذ أوين في جريدتي الأهرام ودار الحياة بالإنجليزية.

## وصلات خارجية
- موقع روجر أوين - جامعة هارفارد، قسم التاريخ